# سفاين راسموسن
سفاين راسموسن (بالنرويجية البوكمول: Svein Rasmussen)‏ هو ركوب الأمواج ‏ نرويجي، ولد في 5 يونيو 1963.

## وصلات خارجية
- سفاين راسموسن على موقع أوليمبيديا (الإنجليزية)